# Сапоговы
Сапого́вы — дворянский род.
Происходит от князей Смоленских, из рода Монастырёвых (через Мусоргских). Григорий Иванович Мусоргский, по прозвищу Сапог (XX колено от Рюрика), был родоначальником Сапоговых.
Василий Михайлович Сапогов московский дворянин (1692).
Род внесён в VI часть родословной книги Вологодской губернии.